# Пелевина, Наталья Владиславовна
Ната́лья Владисла́вовна Пеле́вина (род. 2 ноября 1976, Москва) — российский либеральный политический деятель, бывший действительный член федерального политсовета партии ПАРНАС. Известна также как правозащитник, сценарист.
Пьесы Пелевиной были поставлены на сценических площадках России, Великобритании, США.

## Биография
Родилась 2 ноября 1976 года в Москве.

### Ранние годы
В 12 лет переехала с семьёй в Великобританию в связи с контрактом отца с международной организацией Коспас-Сарсат. Первые два года училась в школе при советском посольстве. Затем продолжила обучение в международной школе Соутбэнк Интернэшнл Скул в Лондоне, которую окончила в 1994 году. В 2000 году получила диплом Университета Восточного Лондона по специальности «история искусств». В дальнейшем училась на различных актёрских и режиссёрских курсах, одновременно работая как сценарист в лондонских театрах.

### Театральная карьера
Первая самостоятельная пьеса Пелевиной была посвящена теракту в Москве в ДК ОАО «Московский подшипник» во время показа мюзикла «Норд-Ост», произошедшему в 2002 году. Это событие произвело на Наталью неизгладимое впечатление и она приняла решение создать пьесу, посвящённую этому преступлению, с целью выразить свои эмоции и разобраться в непростой ситуации с обеих сторон.
В 2004 году открыла театрально-продюсерскую компанию «First Act Productions» в Лондоне.
В 2006 году пьеса Пелевиной по мотивам теракта на Дубровке «In your hands» была постановлена в лондонском театре «Нью Энд».
В 2008 году спектакль был переведён на русский язык и поставлен в Русском театре в Махачкале (Дагестан) под названием «Я признаю вину». 4 апреля 2008 года спектакль собрал полный зал зрителей, получил положительные отзывы критиков и зрителей, но несмотря на это президент Дагестана Муху Алиев, который также был на премьере, кулуарно запретил его для дальнейших показов. По некоторым оценкам, это был «вопиющий случай цензуры» в сфере искусства в современной российской истории. Когда спектакль в Махачкале закончился, в Москве в соседней квартире с квартирой бабушки и дедушки Пелевиной в доме № 8/1 по улице Академика Королёва, где проживала и сама Наталья, произошёл взрыв бомбы, погибло три человека, Пелевина связывает взрыв с предупреждением ей.
После показа в Махачкале спектакль больше не был представлен в России. Но показы на английском языке возобновились в США. Так в 2011 году спектакль был поставлен и показан на американской сцене в театре Жене Франкеля в Нью-Йорке и в театре Варехауз в Вашингтоне.
Имеет и другие литературные работы: пьесы «Здесь нет Бога, дорогая», «Маэстро», сценарий «В такт сердца».

### Политическая деятельность
После Англии много лет жила в США, начала интересоваться российской политикой, с конца 2000-х годов стала вести движение людей, которые поддерживали оппозиционные процессы в России: поддерживали российские акции, например, «Стратегию-31», лоббировали «закон Магнитского» в Конгрессе. Стала вести блог на «Эхе Москвы». К 2012 году переехала в Россию.
Общественно-политическую деятельность Пелевина начала как правозащитник, ответственный секретарь Независимого совета по правам человека, созданного в России уже известными своей деятельностью правозащитниками, такими как Людмила Алексеева и Ирина Ясина. Новая правозащитная организация создавалась как альтернатива Совету при президенте России по развитию гражданского общества и правам человека, в котором, по мнению правозащитников ЕСПЧ, часто закрывали глаза на некоторые факты нарушений прав человека в России. В этом качестве Наталья выступила, как один из основных лоббистов принятия закона Магнитского в США, а также в других европейских странах. Непосредственно занималась кампанией по расширению формулировок акта Магнитского с российской стороны.
В середине 2012 года стала соучредителем демократической партии «Партия 5 декабря». На учредительном съезде была избрана членом Федерального политсовета партии. Однако «Партии 5 декабря» было отказано Министерством юстиции РФ в регистрации по формальному поводу, а именно ввиду отсутствия данных о делегатах учредительного съезда, хотя руководство партии утверждало, что все необходимые документы были предоставлены в полном объёме. Обжалование решения Минюста не принесло результатов, и партия так и не была официально зарегистрирована.
После убийства Бориса Немцова в феврале 2015 года вступила в партию РПР-ПАРНАС (ныне — ПАРНАС) и вышла из «Партии 5 декабря». В июле 2015 года была избрана в Федеральный политсовет партии. Возглавляет партийную комиссию по правам человека.
В апреле 2015 года в московской квартире Пелевиной проходили обыски, обусловленные подозрениями Натальи в причастности к организации беспорядков на Болотной площади 6 мая 2012 года в Москве. Во время обысков Следственный комитет РФ изъял у Пелевиной ручку с функцией видеозаписи и документы, которые, по мнению следователей, подтверждают финансирование американским «Национальном фондом в поддержку демократии» деятельности «Комитета 6 мая», занимающегося поддержкой заключённых по уголовному делу, связанному с беспорядками на Болотной. Изъятая при обысках в апреле 2015 года ручка стала причиной повторных обысков через год, 10 марта 2016 года и причиной для возбуждения уголовного дела по статье 138.1 УК РФ ‒ незаконный оборот специальных технических средств, предназначенных для негласного получения информации. По мнению представителей партии ПАРНАС, преследования следственных органов связаны с политической и правозащитной деятельностью Пелевиной.
В 2016 году Наталья выдвинулась кандидатом на выборах в Государственную думу от ПАРНАС, для чего зарегистрировалась на праймериз партии. Её программа включала: реформу судебной системы и силовых структур (обновление судейского корпуса, усиление роли присяжных и адвокатуры, сокращение непрофильных функций и численности полицейских органов и ФСБ, децентрализацию полиции, гуманизацию системы исполнения наказаний); уменьшение роли государства и монополий в экономике; перераспределение средств из военно-полицейского сектора в образование, науку и здравоохранение; расширение полномочий местного самоуправления; миролюбивую внешнюю политику, исключающую возможность агрессии и аннексии в отношении других государств; переход к профессиональной армии; интеграцию со странами Европы.
1 апреля 2016 года, в день смеха, телекомпания НТВ показала документальный фильм с её участием под заголовком «Касьянов день», в котором она вместе с Михаилом Касьяновым нелестно высказывалась об Алексее Навальном, Илье Яшине и их сторонниках. В фильме демонстрировалась съёмка скрытой камерой Пелевиной и Касьянова в интимной обстановке частной квартиры. На требование Пелевиной удалить фильм НТВ из общего доступа ввиду незаконного использования сведений о личной жизни Роскомнадзор ответил отказом. В ответе РКН на запрос Пелевиной указано, что согласно п.5 ст.49 закона «О средствах массовой информации», журналист освобождается от обязанности получения согласия на распространение сведений о личной жизни в случае защиты общественных интересов. Ведомство процитировало нормы закона о том, что к общественным интересам относится «потребность общества в обнаружении и раскрытии угрозы демократическому правовому государству и гражданскому обществу, общественной безопасности и окружающей среде». Пелевина охарактеризовала отказ Роскомнадзора удалять из общего доступа скандальный фильм как «беспредел».
8 сентября 2023 года Министерством юстиции России внесена в список физических лиц «иностранных агентов».

## Семья
Отец, Владислав Викторович Студенов (род. в 1948 году), кандидат технических наук, в течение 27 лет работал в секретариате международной организации Коспас-Сарсат, представляя Российскую Федерацию.
Дед, Виктор Андреевич Студенов, работал горным инженером, в том числе в советско-германском предприятии «Висмут», поставлявшего урановую руду из ГДР для советской атомной промышленности. Добровольцем ушёл на фронт и прошёл офицером-артиллеристом путь от Курской дуги до Вены, имеет боевые награды.
Мать, Нинель Владиславовна Понятовская, закончила филологический факультет Московский педагогический государственный университет, является потомком польского княжеского рода Понятовских.
Состоит в гражданском браке. Имеет дочь.